# Ботиров, Алим
Али́м Боти́ров (род. 1935) — узбекский советский колхозник, депутат Верховного Совета СССР.

## Биография
Родился в 1935 году. Узбек. Беспартийный. Образование среднее.
С 1951 года — колхозник, механизатор колхоза. В 1955—1958 годах служил в Советской Армии. После демобилизации в 1958 году — шофёр колхоза, а с 1966 года — бригадир хлопководческой бригады колхоза «8 марта» Иштыханского района Самаркандской области.
Депутат Совета Национальностей Верховного Совета СССР 9 созыва (1974—1979) от Булунгурского избирательного округа № 108 Узбекской ССР.